# Gradient generalizacji
Gradient generalizacji – w behawioryzmie stopień spadku siły reakcji na kolejne bodźce, będące coraz mniej podobne do bodźca, na który był warunkowany organizm. Zazwyczaj organizmy reagują na podobne, ale nie takie same bodźce, co określa się pojęciem generalizacji bodźca. Gradient bodźca może być płaski, gdy reakcje słabną powoli wraz z pojawianiem się coraz mniej podobnych bodźców, lub stromy, gdy następuje duży spadek siły reakcji wraz ze stopniowym zmniejszaniem stopnia podobieństwa bodźców. Podczas eksperymentów można doprowadzić do wyraźniejszego różnicowania bodźców przez organizm w taki sposób, że będzie on reagować tylko na dany bodziec, ignorując bodźce do niego podobne. Przykładem może być różnicowanie ukierunkowane na określony odcień danego koloru.